# Charles-Edzard de Frise orientale
Charles-Edzard (Carl Edzard en allemand) est un prince allemand de la maison Cirksena né le 18 juin 1716 à Aurich et mort le 25 mai 1744 dans cette même ville. Il est prince de Frise orientale de 1734 à sa mort. Sa disparition marque l'extinction de sa lignée et donne lieu à l'annexion de la Frise orientale par le royaume de Prusse de Frédéric II.

## Biographie

### Jeunesse
Né au château d'Aurich (de), Charles-Edzard est le quatrième enfant du prince Georges-Albert et de sa première femme, Christine-Louise de Nassau-Idstein (de). Il est le seul de leurs enfants à survivre à la petite enfance, ce qui fait de lui l'héritier présomptif de la principauté de Frise orientale.
Conformément aux ordres de son père, il reçoit une éducation autoritaire et stricte. Même ses périodes de loisir sont soigneusement planifiées. Ses sujets d'étude comprennent le droit romain, l'histoire politique médiévale et la langue française, ainsi que la lecture de la Bible et d'autres textes religieux. Il n'apprécie guère l'entraînement militaire, même s'il est nommé colonel en chef (Obrist) de la petite milice de la principauté à l'âge de dix ans.
La mort prématurée de son père empêche Charles-Edzard de poursuivre ses études ou d'entreprendre un Grand Tour à travers l'Europe, comme le font d'ordinaire les jeunes membres de la noblesse. Son horizon reste limité jusqu'à sa mort : même à l'intérieur de sa principauté, il ne sort quasiment jamais du château d'Aurich, si ce n'est pour se rendre à son pavillon de chasse de Sandhorst (de) ou au château de Berum (de). Il ne met jamais les pieds à Emden, la plus grande ville de Frise orientale.

### Règne
Le prince Georges-Albert, malade depuis quelque temps, est victime d'une crise cardiaque peu avant le dix-huitième anniversaire de Charles-Edzard. Afin d'assurer la continuité dynastique, un mariage est organisé en hâte pour le prince héritier à l'instigation de sa belle-mère Sophie-Caroline de Brandebourg-Culmbach, la deuxième femme de Georges-Albert. Elle choisit comme épouse sa nièce de dix-sept ans Sophie-Wilhelmine (de), fille du margrave Georges-Frédéric-Charles de Brandebourg-Bayreuth. Leurs noces sont célébrées le 25 mai 1734 au château de Berum.
Trois semaines plus tard, le 12 juin, Georges-Albert meurt et Charles-Edzard lui succède comme prince de Frise orientale. Il n'est pas du tout préparé à endosser ce rôle et la mort du chancelier Enno Rudolph Brenneysen (de) au mois de septembre le prive d'un conseiller précieux. La maison princière ne dispose plus d'aucun crédit en raison de querelles persistantes avec les États de la principauté. Plusieurs d'entre eux refusent de lui rendre hommage, dont la ville d'Emden. Charles-Edzard ne semble avoir joué aucun rôle actif dans le gouvernement de sa principauté durant ses dix années de règne, laissant son ministre Johann Philipp von Langeln assurer la direction des affaires.

### Mort et succession
Le 16 mai 1744, Charles-Edzard se rend à Sandhorst pour y rejoindre sa femme, qui vient de faire une fausse couche. Il lui demande un verre de babeurre, mais commence à se sentir mal après l'avoir bu. Son état se dégrade au cours des jours qui suivent. Son médecin juge sa situation critique 24 mai, avant d'exprimer son espoir d'un rétablissement du prince le lendemain. Pourtant, Charles-Edzard meurt le soir même, entre 23 heures et minuit, à l'âge de vingt-sept ans. L'hypothèse d'un empoisonnement ne peut être totalement écartée. Il est inhumé dans le mausolée de la famille Cirksena (de), à Aurich.
La mort de Charles-Edzard marque l'extinction de la lignée des Cirksena, qui régnait sur la Frise orientale depuis 1464. Le roi de Prusse Frédéric II s'empresse de faire valoir ses droits sur la principauté et envoie ses troupes occuper la région. Les États, à commencer par la ville d'Emden, lui rendent hommage le 23 juin.

## Ascendance
|  |                                                                         |  |  |  |  |  |  |  |  |  |  |  |  |  |  |  |
|  | 8. Georges-Christian, prince de Frise orientale (1634-1665)             |  |  |  |  |  |  |  |  |  |  |  |  |  |  |  |
|  |                                                                         |  |  |  |  |  |  |  |  |  |  |  |  |  |  |  |
|  |                                                                         |  |  |  |  |  |  |  |  |  |  |  |  |  |  |  |
|  | 4. Christian-Eberhard, prince de Frise orientale (1665-1708)            |  |  |  |  |  |  |  |  |  |  |  |  |  |  |  |
|  |                                                                         |  |  |  |  |  |  |  |  |  |  |  |  |  |  |  |
|  |                                                                         |  |  |  |  |  |  |  |  |  |  |  |  |  |  |  |
|  | 9. Christine-Charlotte de Wurtemberg (1645-1699)                        |  |  |  |  |  |  |  |  |  |  |  |  |  |  |  |
|  |                                                                         |  |  |  |  |  |  |  |  |  |  |  |  |  |  |  |
|  |                                                                         |  |  |  |  |  |  |  |  |  |  |  |  |  |  |  |
|  | 2. Georges-Albert, prince de Frise orientale (1690-1734)                |  |  |  |  |  |  |  |  |  |  |  |  |  |  |  |
|  |                                                                         |  |  |  |  |  |  |  |  |  |  |  |  |  |  |  |
|  |                                                                         |  |  |  |  |  |  |  |  |  |  |  |  |  |  |  |
|  | 10. Albert-Ernest Ier, prince d'Oettingen-Oettingen (1642-1683)         |  |  |  |  |  |  |  |  |  |  |  |  |  |  |  |
|  |                                                                         |  |  |  |  |  |  |  |  |  |  |  |  |  |  |  |
|  |                                                                         |  |  |  |  |  |  |  |  |  |  |  |  |  |  |  |
|  | 5. Eberhadine-Sophie d'Oettingen-Oettingen (1666-1700)                  |  |  |  |  |  |  |  |  |  |  |  |  |  |  |  |
|  |                                                                         |  |  |  |  |  |  |  |  |  |  |  |  |  |  |  |
|  |                                                                         |  |  |  |  |  |  |  |  |  |  |  |  |  |  |  |
|  | 11. Christine-Frédérique de Wurtemberg (1644-1674)                      |  |  |  |  |  |  |  |  |  |  |  |  |  |  |  |
|  |                                                                         |  |  |  |  |  |  |  |  |  |  |  |  |  |  |  |
|  |                                                                         |  |  |  |  |  |  |  |  |  |  |  |  |  |  |  |
|  | 1. Charles-Edzard, prince de Frise orientale (1716-1744)                |  |  |  |  |  |  |  |  |  |  |  |  |  |  |  |
|  |                                                                         |  |  |  |  |  |  |  |  |  |  |  |  |  |  |  |
|  |                                                                         |  |  |  |  |  |  |  |  |  |  |  |  |  |  |  |
|  | 12. Jean, comte de Nassau-Idstein (1603-1677)                           |  |  |  |  |  |  |  |  |  |  |  |  |  |  |  |
|  |                                                                         |  |  |  |  |  |  |  |  |  |  |  |  |  |  |  |
|  |                                                                         |  |  |  |  |  |  |  |  |  |  |  |  |  |  |  |
|  | 6. Georges-Auguste, prince de Nassau-Idstein (1665-1721)                |  |  |  |  |  |  |  |  |  |  |  |  |  |  |  |
|  |                                                                         |  |  |  |  |  |  |  |  |  |  |  |  |  |  |  |
|  |                                                                         |  |  |  |  |  |  |  |  |  |  |  |  |  |  |  |
|  | 13. Anne de Leiningen-Falkenbourg (1625-1688)                           |  |  |  |  |  |  |  |  |  |  |  |  |  |  |  |
|  |                                                                         |  |  |  |  |  |  |  |  |  |  |  |  |  |  |  |
|  |                                                                         |  |  |  |  |  |  |  |  |  |  |  |  |  |  |  |
|  | 3. Christine-Louise de Nassau-Idstein (1691-1723)                       |  |  |  |  |  |  |  |  |  |  |  |  |  |  |  |
|  |                                                                         |  |  |  |  |  |  |  |  |  |  |  |  |  |  |  |
|  |                                                                         |  |  |  |  |  |  |  |  |  |  |  |  |  |  |  |
|  | 14. (= 10.) Albert-Ernest Ier, prince d'Oettingen-Oettingen (1642-1683) |  |  |  |  |  |  |  |  |  |  |  |  |  |  |  |
|  |                                                                         |  |  |  |  |  |  |  |  |  |  |  |  |  |  |  |
|  |                                                                         |  |  |  |  |  |  |  |  |  |  |  |  |  |  |  |
|  | 7. Henriette-Dorothée d'Oettingen-Oettingen (1672-1728)                 |  |  |  |  |  |  |  |  |  |  |  |  |  |  |  |
|  |                                                                         |  |  |  |  |  |  |  |  |  |  |  |  |  |  |  |
|  |                                                                         |  |  |  |  |  |  |  |  |  |  |  |  |  |  |  |
|  | 15. (= 11.) Christine-Frédérique de Wurtemberg (1644-1674)              |  |  |  |  |  |  |  |  |  |  |  |  |  |  |  |
|  |                                                                         |  |  |  |  |  |  |  |  |  |  |  |  |  |  |  |
|  |                                                                         |  |  |  |  |  |  |  |  |  |  |  |  |  |  |  |